# Jacques-Christophe de Sévigné
Pour les articles homonymes, voir Famille de Sévigné.
Jacques-Christophe de Sévigné (27 mars 1644, Rennes - 8 juin 1700, Brest), est un navigateur français, membre de la famille de Sévigné. Pour se distinguer l'un de l'autre, Jacques-Christophe de Sévigné prenait le titre de chevalier de Sévigné, et son frère Christophe-Jacques celui de chevalier de Montmoron.

## Origine
Il est né le 27 mars 1644 et baptisé le 25 juin 1645 dans l'église Saint-Étienne de Rennes. Sa marraine est la Marquise de Sévigné. Il est le fils de Renaud de Sévigné et de Gabriel du Bellay.

## Biographie
Comme son demi-frère Gabriel, et son frère Christophe-Jacques, il entre dans la marine. A l'âge de 20 ans, il reçoit en 1664 sa commission d'enseigne de vaisseau. Il embarque la même année, sur le vaisseau L'Ecureuil, commandé par Raymond Louis de Crevant d'Humières, marquis de Preuilly. Il prend part à l'expédition de Gigery. En août 1670, il se trouve à Brest comme enseigne en second sur le Prince. Il en est de même en 1671.

### Guerre de Hollande
En 1672, lors de la Guerre de Hollande, le sieur de Sévigné est enseigne en second sur le Foudroyant, vaisseau de second rang, armé de 70 canons, fort de 450 hommes, dont Louis Gabaret est capitaine. Il participe à la Bataille de Solebay. Au retour de cette campagne, Jacques-Christophe de Sévigné et son frère étaient revenus à Brest. Au commencement de mars 1673, les deux frères de Sévigné deviennent, à quelques jours d'intervalle, promus l'un comme l'autre au grade de lieutenant. Jacques-Christophe est appelé sur le Grand dirigé par Job Forant. En 1674, il est attaché au port de Rochefort, au Belliqueux, dirigé par Pierre Guérusseau du Magnou, puis par Éléonore de Beaulieu de Béthomas. En 1675, il est envoyé dans la Méditerranée où, il sert en qualité de lieutenant d'abord sur le Belliqueux puis sur le Grand qui étaient allés rejoindre la flotte de Vivonne à Messine.
Dans l'intervalle de ces opérations navales, le général en chef envoyait tout ou partie de sa flotte à Toulon pour en rapporter des vivres et réparer les avaries et que le vaisseau le Grand avait été compris en octobre 1675 et en juin 1676 dans ces envois successifs, Jacques-Christophe a par deux fois l'occasion d'être reçu par François Adhémar de Monteil de Grignan, lieutenant-général de Provence, gendre de sa marraine ,. Il est de 1675 à 1676 à Messine.
Le 7 février 1678, il est promu, sans doute grâce à l'appui de sa marraine, officier et revient, appelé par son nouveau grade, à Brest.
En avril 1679, il est capitaine en second de L'Alcion, qui fait partie d'une escadre, commandée par Jean II d'Estrées, qui avait été envoyée « aux isles d'Amérique ».

### Famille
Par contrat du 10 août 1680, il épouse devant les notaires de Landerneau, Marie-Anne de Mescan, fille de Guillaume et d'Anne Franquet, seigneur et dame de Stangier, de Penfrat. 
Ils ont 3 enfants :
- Joseph, né à Brest le 13 mai 1683 et baptisé trois jours après dans l'église des Sept-Saints de Brest, mort le 12 août 1688 au château du Coudray[13] ;
- une fille morte en naissant et inhumée à Brest le 9 octobre 1685 ;
- Marie-Charlotte, née vers 1686[14].

### Campagnes maritimes
En juin 1683, il est capitaine en second sur le Prince, qui fait partie d'une escadre, commandée par Raymond Louis de Crevant d'Humières, marquis de Preuilly, qui avait été envoyée le roi Christian V de Danemark dans la guerre qu'il soutenait contre Charles XI de Suède. Au printemps de 1684, il est capitaine en second d'un bateau, qui fait partie d'une flotte, commandée par Anne Hilarion de Costentin de Tourville, partie de Toulon, bombarder Gênes.
Dans le testament de son demi-frère René-François, il est indiqué comme presque toujours en mer pour le service et sur les vaisseaux du Roy. Il hérite de ce dernier du château du Coudray, et du Manoir du Vauberger.
Depuis 1687, il est en mer et sert comme capitaine en second d'abord sur L'Hercule, puis sur L'Emporté, et revient à Brest en mai 1688. Les deux frères se rendent dans leurs terres du Coudray à partir de juin, et y passent l'été. Le 12 août, son fils Joseph meurt à l'âge de 5 ans. Christophe-Jacques reprend son service à Brest en décembre 1688.

### Guerre de la Ligue d'Augsbourg
En 1689, il est nommé capitaine en second du Sage, commandé par Vaudricourt lors de la Guerre de la Ligue d'Augsbourg.
En décembre 1689, comme son frère, il reçoit le commandement de L'Appolon. Son vaisseau est désigné pour faire partie de l'escadre de Louis Le Roux d'Infreville, chargé de croiser à l'entrée de la Manche. Il ne tarde pas à être envoyé avec d'autres vaisseaux de la même escadre au Port-Louis pour y être placé sous les ordres d'André de Nesmond. Il est en mars 1690 au Château du Coudray.
Le 24 mars 1690, il reçoit le commandement du Faucon. Il contient 230 hommes et 42 canons. Vers les premiers de juin, il se voit confier un autre navire : le Courageux, armé de 62 canons et de 350 hommes.
Le Courageux fait partie de l'escadre dirigée par Anne Hilarion de Costentin de Tourville, plus précisément dans la division de Joseph Andrault de Langeron. Le 10 juillet 1690 et les jours suivants, Tourville commande l'armée navale française qui disperse la flotte anglo-hollandaise au cap Béveziers (appelé Beachy Head par les Anglais, au sud-ouest de l'Angleterre). Cette bataille est la victoire la plus éclatante de toute l'histoire de la marine française sur les Anglais, et même la seule dans la Manche. Ayant fait subir de lourdes pertes aux coalisés, Tourville peut alors occuper la mer et protéger les côtes françaises.
Jacques-Christophe de Sévigné et son frère semblent avoir pris part l'un comme l'autre aux diverses opérations maritimes en 1691: Jacques-Christophe est seul capitaine sur l'Entreprenant. Après s'être trouvé en mai à la première expédition d'Irlande, puis dans les mois suivants à la croisière de la Manche, L'entreprenant est au nombre des vaisseaux de l'escadre de François Louis Rousselet de Châteaurenault qui en octobre retournent en Irlande chargés d'y amener de nouveau secours. Ils arrivent après la capitulation de Limerick, et ramènent en France les débris de l'armée irlandaise.
Il conserve le même navire en 1692, qui fait partie de la première escadre de Brest dirigée par François Louis Rousselet de Châteaurenault. L'escadre n'arrive pas à temps pour rejoindre Anne Hilarion de Costentin de Tourville avant la bataille de la Hougue dont ils avaient appris en route les conséquences. L'escadre rebrousse chemin sur Brest et se joint à la flotte de Victor Marie d'Estrées qui venait d'arriver à Brest'.  Fin d'août, L'Entreprenant, toujours commandé par le chevalier de Sévigné, est cité parmi les vaisseaux alors  armés au port de Brest sous le commandement du sieur comte d'Estrées.
Le comte d'Estrées est envoyé à la tête de quinze vaisseaux dans la Méditerranée pour combattre la flotte espagnole. Jacques-Christophe de Sévigné fait partie de la campagne sur l'Entreprenant. Sans succès, la campagne est terminée, le bateau désarme à Toulon où il passe l'hiver, et bénficie de l'appui de François Adhémar de Monteil de Grignan, lieutenant général de Provence, alors plus en faveur que jamais. A nouveau, il participe à une nouvelle expédition menée par Victor Marie d'Estrées, dans les premiers mois de 1693, sur L'Entreprenant. Le but de cette expédition était de brûler à Baïes près de Naples les vaisseaux d'Espagne. Mais, l'expédition est abandonnée à cause du mauvais temps.
Au commencement de mai, le commandant de la flotte du Levant reçoit l'ordre de sortir de la Méditerranée afin de concourir avec Tourville à l'attaque projetée contre la flotte de Smyrne. Jacques-Christophe de Sévigné ne dirige plus L'Entreprenant au moment où la flotte du Levant quitte Toulon, on lui a donné un autre vaisseau, le Belliqueux, avec 76 canons et de 750 hommes.
Une fois les deux flottes réunies après la Bataille de Lagos, Tourville prend le commandement suprême, et effectue un remaniement dans la composition des escadres : Jacques-Christophe de Sévigné, avec son vaisseau le Belliqueux prend la place de son frère dans la division de Ferdinand de Relingue qui faisait partie de l'escadre commandée par François Louis Rousselet de Châteaurenault. Le bateau est désarmé.
En février 1694, il reçoit l'ordre de Saint-Louis, nouvellement institué. Le 21 du même mois, il doit commander le Sans-Pareil. Le Sans-Pareil est armé de 55 canons, et de 350 hommes. Le Sans-Pareil part de Toulon fin mai 1694 et fait partie de l'avant-garde de Tourville qui a reçu pour mission de seconder par mer les opérations d'Anne-Jules de Noailles en Catalogne. Après avoir fait sa jonction dans la baie de Roses avec François Louis Rousselet de Châteaurenault qui était venu à Brest à la tête d'une escadre, Tourville s'avance vers le détroit de Gibraltar pour y attendre la flotte anglaise de l'amiral Russel envoyée au secours des Espagnols. Mais bientôt, n'osant pas prendre la responsabilité de lutter contre celle-ci avec des forces inférieures, il décide de rentrer à Toulon où il était de retour un mois après son départ. On craignait alors une descente de la flotte anglaise sur les côtes de Provence : le 7 juillet; les vaisseaux français sont disposés en avant du port de Toulon de façon à le protéger, le cas échéant, contre une attaque. Le Sans-Pareil est alors posté dans la vieille darce. Il n'y aura pas d'attaque de la flotte anglaise qui ne dépasse pas Malaga et ne tarde pas à repasser le détroit de Gibraltar. Dans les premiers jours d'octobre ; Tourville  recommence la campagne. Il remit sa flotte à la mer et la mène sur les côtes de Catalogne ; enfin il la ramene définitivement à Toulon au bout de quelques semaines.
Au printemps 1695, Jacques-Christophe de Sévigné, est rappelé à Brest et nommé au commandant du Fort de Portzic. En juin 1696, il est de nouveau appelé à commander les batteries du Porzic. Le 10 juillet 1696, il reçoit de Marly, l'ordre de se rendre à Dunkerque pour y commander en second ce qui concerne la marine. Mais un autre ordre du Roi du 24 juillet le fait rester au Porzic pour y commander. A la fin d'octobre 1695, il est relevé de son commandement et retourne dans son domaine du Coudray.
Au printemps 1697, il lui est délivré par Louis II Phélypeaux de Pontchartrain un brevet de mille livres de pension. Il est nommé le 1er mai 1697 commandant en second, sous Marc Hyacinthe de Rosmadec, chef d'escadre, au département de Port-Louis.
Sur la désignation du Louis-Alexandre de Bourbon, gouverneur de Bretagne, les États de Bretagne le nomment le 23 novembre 1699 pour représenter, selon l'usage, la noblesse de la province près la cour des Comptes. Malade, il décède le 8 juin 1700 à Brest.

## Sources
- Bulletin de la Commission historique et archéologique de la Mayenne, 1903
- « Jacques-Christophe de Sévigné », dans Alphonse-Victor Angot et Ferdinand Gaugain, Dictionnaire historique, topographique et biographique de la Mayenne, Laval, A. Goupil, 1900-1910 [détail des éditions] (BNF 34106789, présentation en ligne)